# Escaudain
Escaudain település Franciaországban, Nord megyében. Lakosainak száma 9060 fő (2022. január 1.). Escaudain Hornaing, Rœulx, Wallers, Abscon, Denain, Erre, Hélesmes és Lourches községekkel határos.

## Népesség
A település népességének változása:
| Lakosok száma | 9214 | 9467 | 9641 | 9619 | 9645 | 9682 | 9445 | 9253 | 9060 |
|               | 2013 | 2015 | 2016 | 2017 | 2018 | 2019 | 2020 | 2021 | 2022 |